# Marie Ferdinand
Marie Catherine Ferdinand, coniugata Harris (Miami, 13 ottobre 1978), è un'ex cestista statunitense, professionista nella WNBA.

## Carriera
È stata selezionata dalle Utah Starzz al primo giro del Draft WNBA 2001 (8ª scelta assoluta).

## Palmarès
- Migliore tiratrice di liberi WNBA (2011)